# Büste

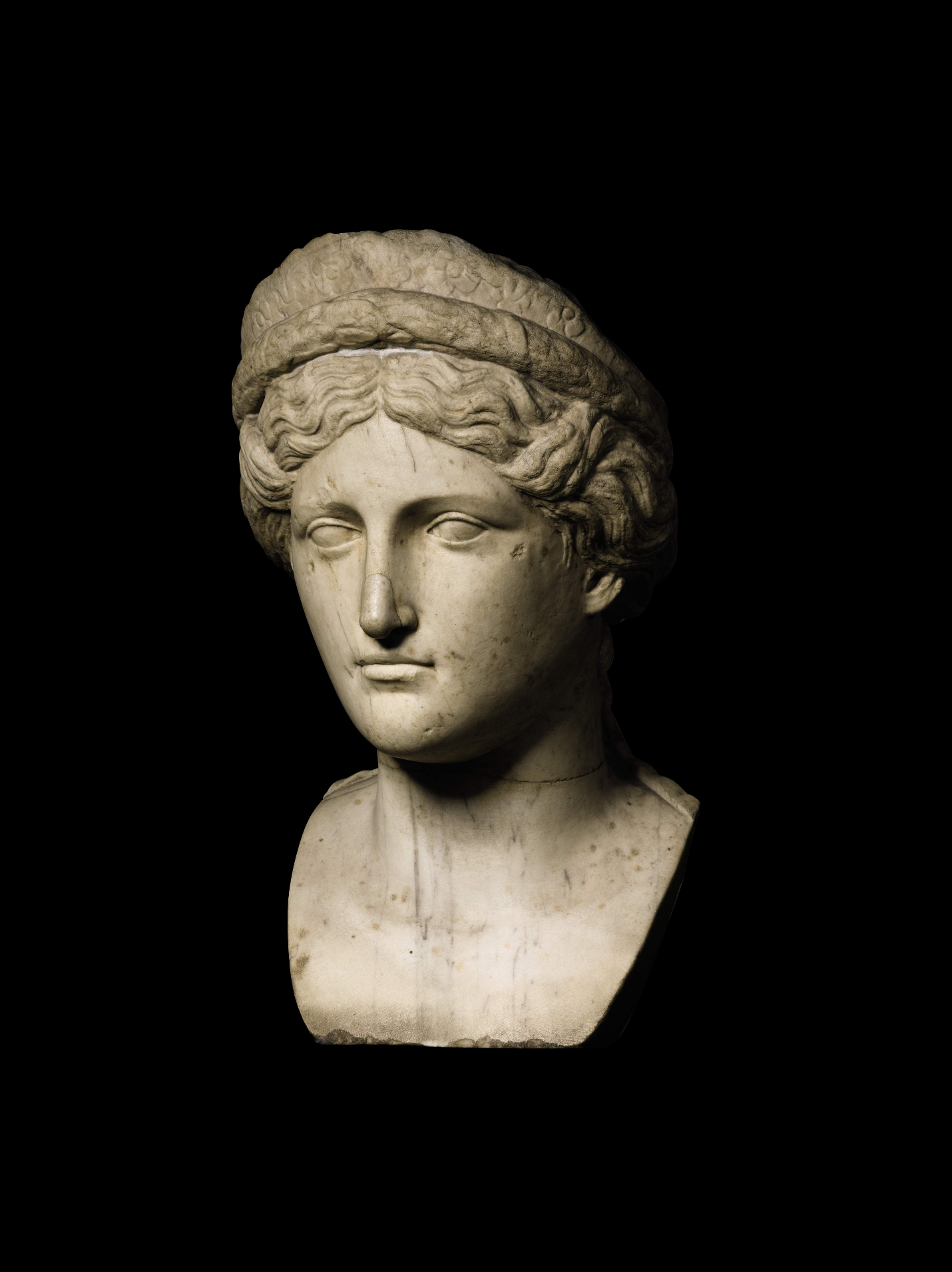
Antike Büste der Antonia d. J. (um 50 n. Chr.)

Die Büste ist ein voll- oder reliefplastisches Bildnis oder eine Plastik einer in der Regel individuellen Person, das den „Kopf mit Oberkörperanschnitt“ zeigt, oder allgemeiner eine „Darstellung eines Menschen, die nach unten durch Schulter, Brust, Leibes- oder Körpermitte […] begrenzt wird“.

## Etymologie
Die Herkunft des Ausdrucks Büste lässt sich nicht weiter als bis ins 18. Jahrhundert sicher zurückverfolgen, als er aus dem gleichbedeutenden italienischen Wort busto übernommen wurde. Das Wort wurde auch im Deutschen in der Form Busto verwendet. Die Herkunft des italienischen Wortes aus lateinisch bustum = ‚Leichenbrandstätte‘, in weiterem Sinne auch ‚Grabhügel, Grabmal‘ ist nicht belegt, aber lautlich den Regeln entsprechend. Sie ließe sich auch inhaltlich herstellen, wenn man davon ausgeht, dass das lateinische bustum (im Sinne eines Grabmals) im Übergang zum italienischen busto auch die Bedeutung ‚Grabdenkmal, Darstellung der verstorbenen Person‘ und in Folge die Darstellung einer Person allgemein angenommen haben kann. Die Verwendung der Form Busto für die Plastik ist im Deutschen heute allgemein kaum mehr anzutreffen.
Gleichzeitig wie aus dem Italienischen wurde auch das französische Wort buste (dieses ebenfalls aus italienisch busto entlehnt) in der Form Buste ins Deutsche übernommen, wobei die französische Aussprache des u als ü ([y]) beibehalten wurde. Es bezeichnete ursprünglich ebenfalls nur die Plastik. Im 19. Jahrhundert nahm das Wort im Französischen die Bedeutung ‚weibliche Brust‘ an und erhielt – aufgrund der Bevorzugung des Französischen in der Mode, aber auch als tabuisierender Ausdruck für den weiblichen Busen – auch im Deutschen diese zweite, heute bereits veraltete Bedeutung (erhalten im Wort Büstenhalter und abgekürzt BH). Die Verwendung des ursprünglich französischen Ausdrucks für die Plastik ist heute die gängige Variante.

## Geschichte

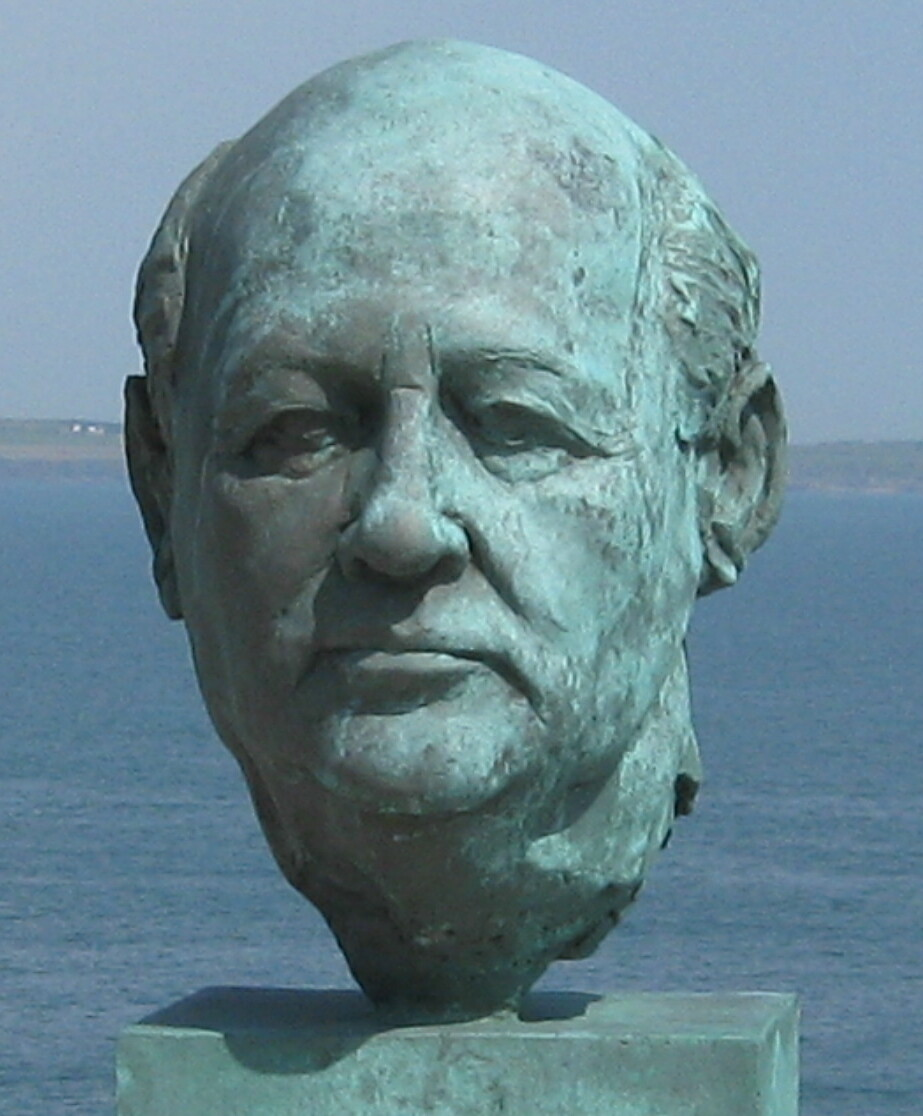
Gorbatschow-Büste (Mangin, 2010)

Ältere Kulturen wie Babylonien oder Assyrien kennen die Büste nicht, auch in Ägypten ist die Büste der Nofretete ein Bildhauermodell und somit eine Ausnahme. In der Griechischen Kunst sind Büsten vor allem des Gottes Hermes in Form einer Herme bekannt. Die meisten „griechischen Büsten“ sind jedoch Fragmente oder Teilkopien vollständiger Bildwerke. Aus etruskischen Anregungen erwuchs die hochentwickelte Kunst der römischen Porträtbildnerei. Aus der römischen Spätantike stammt auch der Typus der „Schildbüste“; bei ihr ist der Büstenabschnitt so in einen senkrechten, kreisrunden Rahmen gesetzt, dass der Dargestellte wie aus einem Rundfenster hervorschaut.
Das Mittelalter brachte seit dem 11. Jahrhundert Büstenreliquiare hervor, eine Ausnahmestellung nimmt unter ihnen der Cappenberger Kopf (vor 1158) ein. Büsten, die einen Typus (der Fürst, der Baumeister), nicht ein Individuum wiedergeben, schuf die gotische Bauskulptur. Solche Realitätsnähe schuf erst Peter Parler mit den Büsten am Triforium des Prager Veitsdoms. Doch Bedeutung bekam die Gattung Porträtbüste erst in der Renaissance mit dem Rückgriff auf die römisch-antike Porträtkunst. In Deutschland wird sie oft nur im kleinen Format realisiert. Erst im Barock kann man von weiter Verbreitung sprechen. Für Italien sind hier Pietro und Gian Lorenzo Bernini und Alessandro Algardi zu nennen, in Frankreich Antoine Coysevox und vor allem Jean-Antoine Houdon (1741–1828).
Natürlich hatte der Klassizismus eine besondere Affinität zur antiken Bildnisform der Büste, die nun auch auf Grabmälern und Epitaphen den Toten repräsentiert. Christian Daniel Rauch und Johann Gottfried Schadow gelten als die bedeutendsten Porträtisten dieser Zeit in Deutschland. Vom 19. Jahrhundert bis in die Gegenwart sind unzählige Büsten in allen möglichen Materialien und Größen geschaffen worden.

## Bedeutung
Seit den Anfängen sind Büsten Teil der Erinnerungskultur, sie haben oft Denkmalcharakter, drücken private Wertschätzung aus, stehen an den Stätten des Wohnens oder Wirkens eines bedeutenden Menschen oder dienen einer ideologischen Identifikationspolitik, wie es die weltgrößten Monumente ihrer Art in Chemnitz (Karl-Marx-Monument) und Ulan-Ude (Lenin) überdeutlich machen. Diese überdimensionalen von einem Bildhauer geschaffenen Büsten von mehrfacher Lebensgröße werden auch „Kolossalbüsten“ genannt.

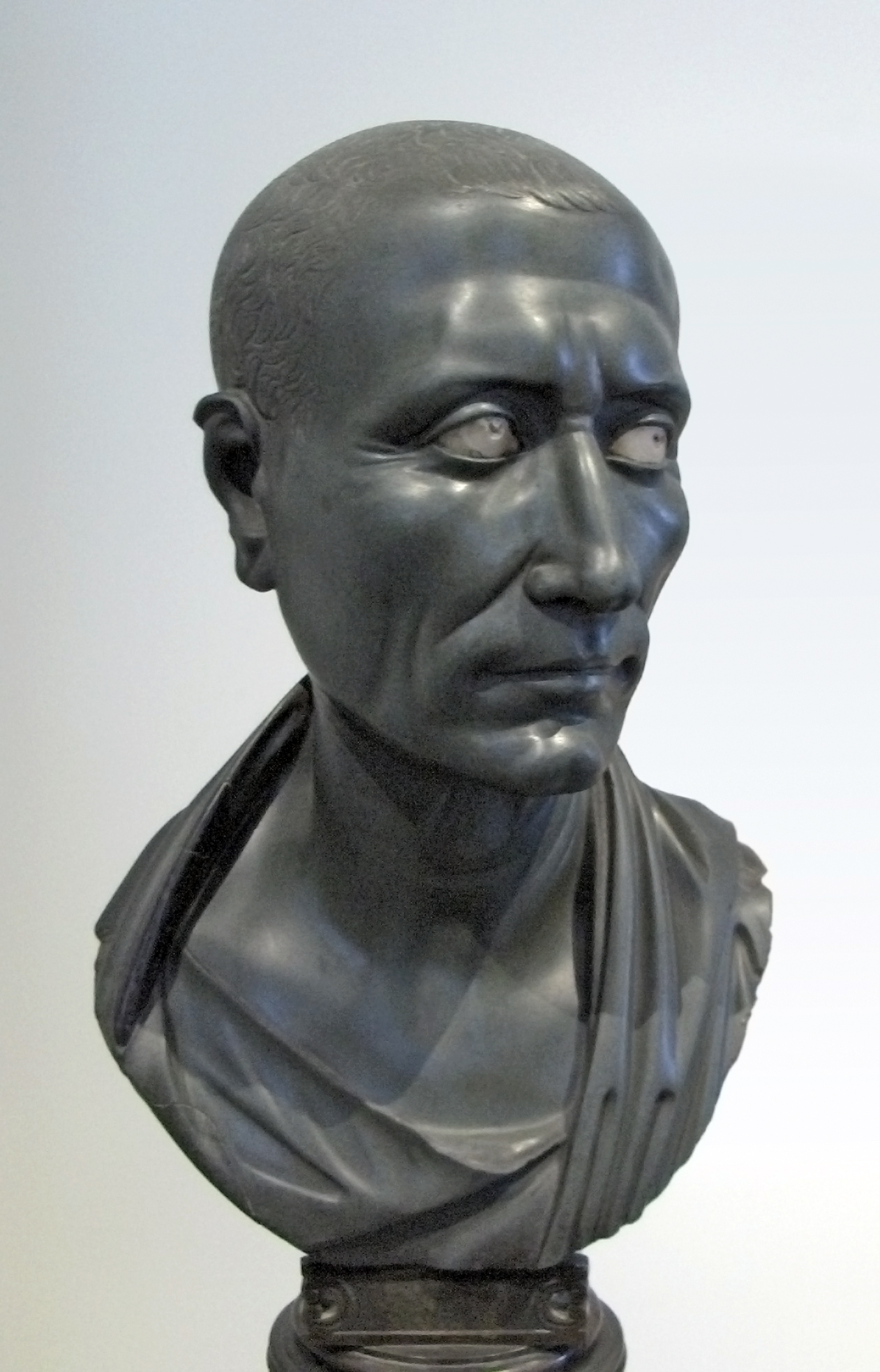
Grüner Caesar, 1. Jahrh. n. Chr., Altes Museum, Berlin
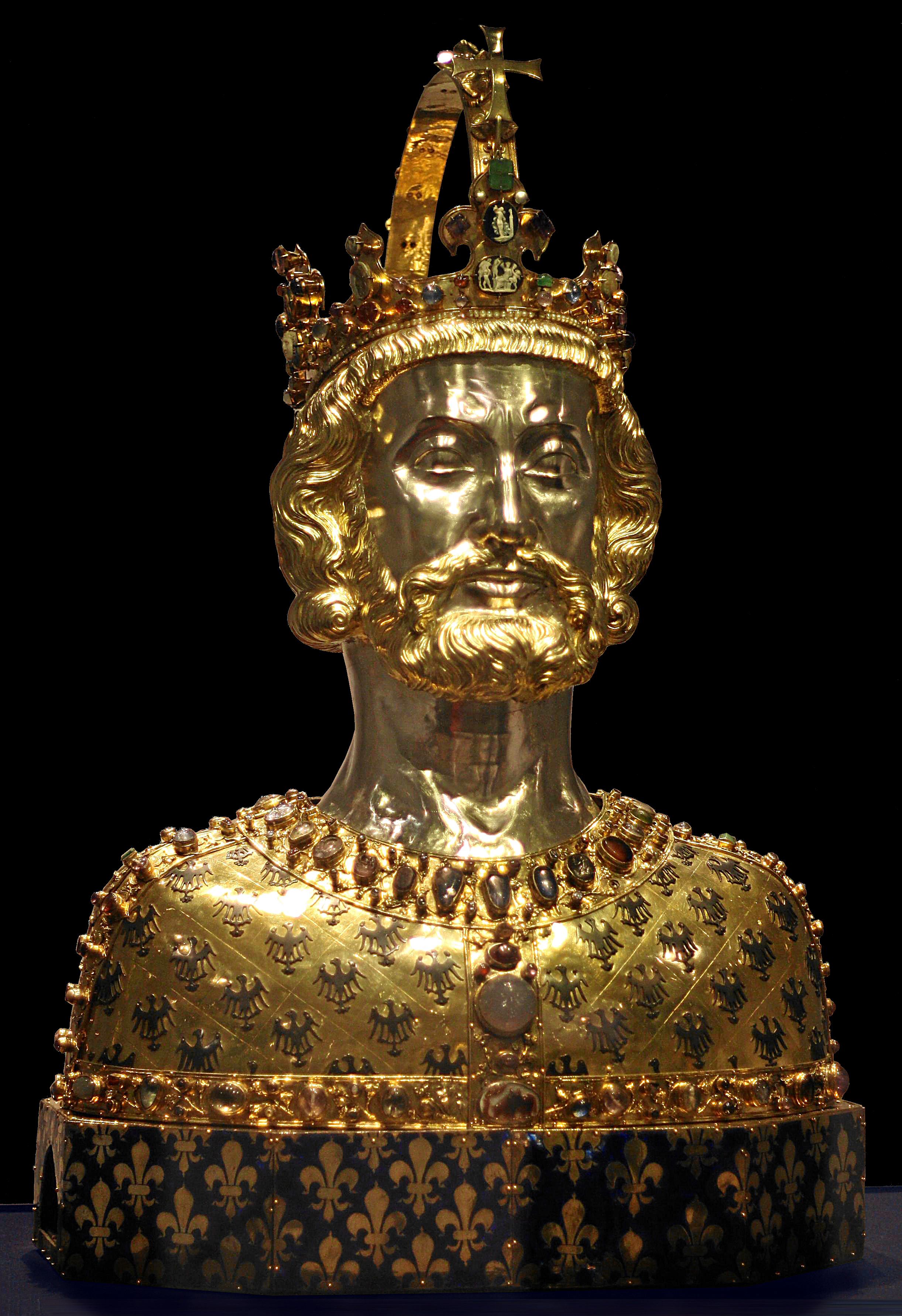
Karl der Große, Büstenreliquiar, nach 1345
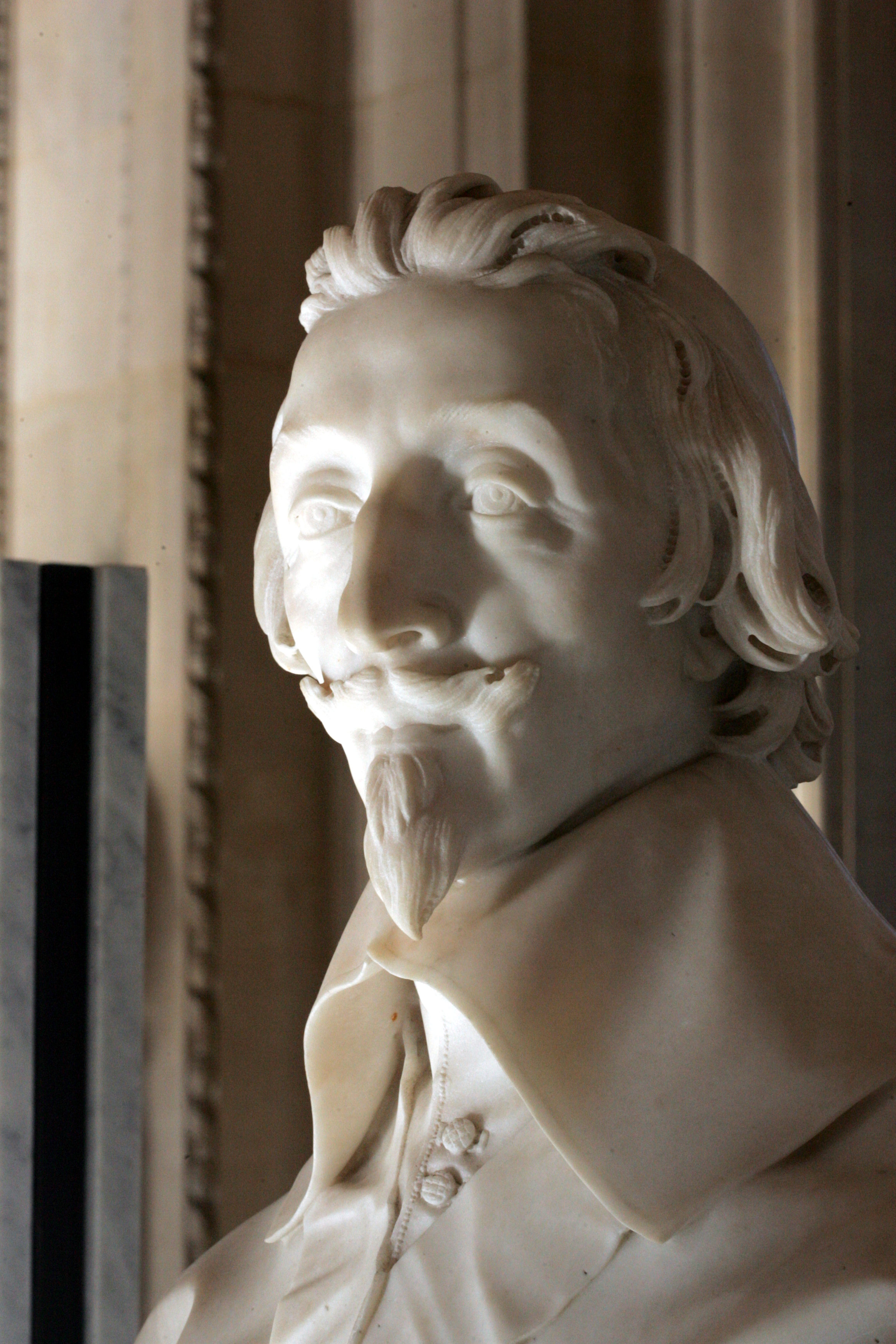
Richelieu, von Gian Lorenzo Bernini, 1640–1641, Louvre
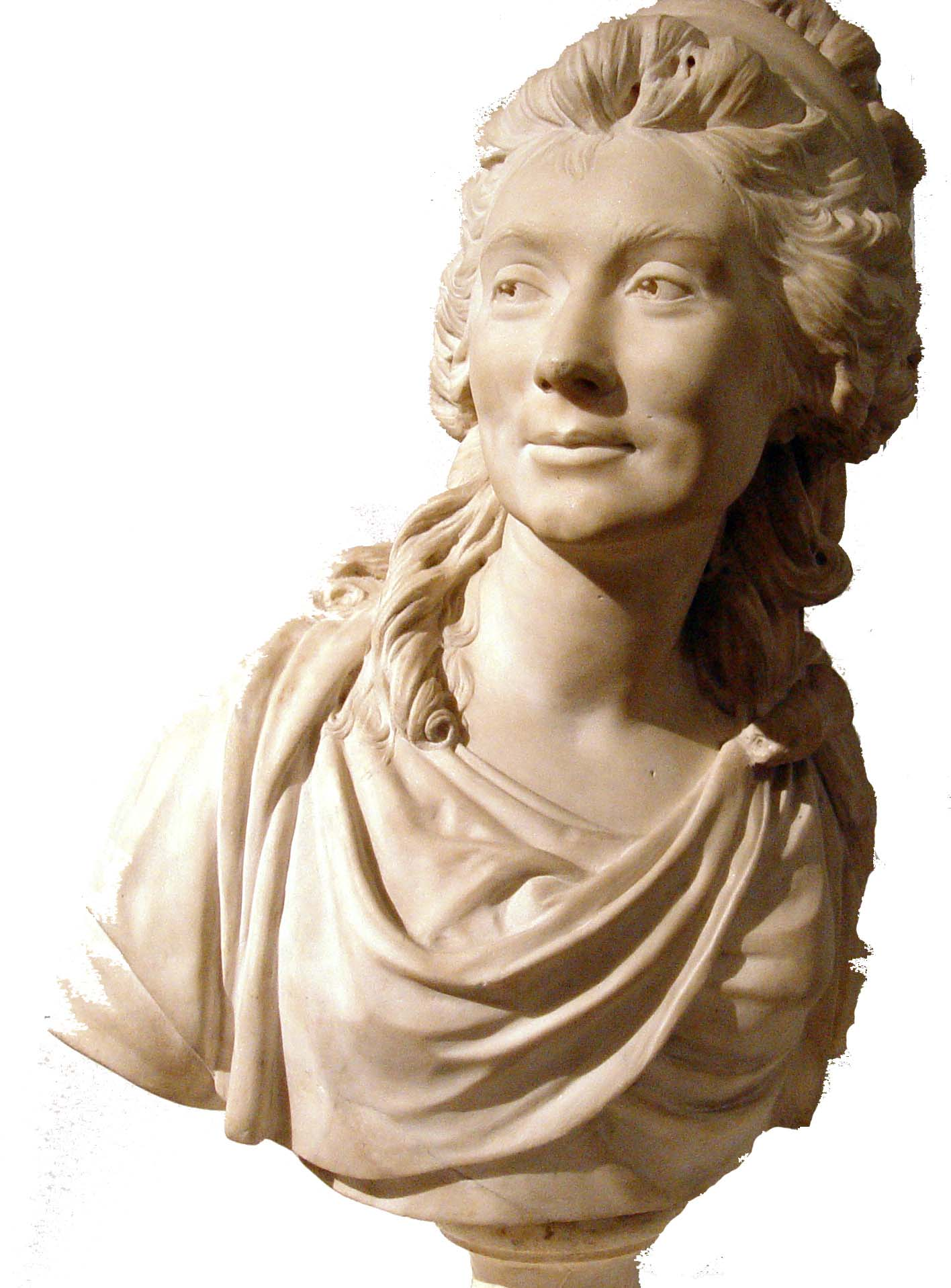
Comtesse de Sabran, von Jean-Antoine Houdon, 1785, Potsdam, Neues Palais